# کارل-هاینز کوراس

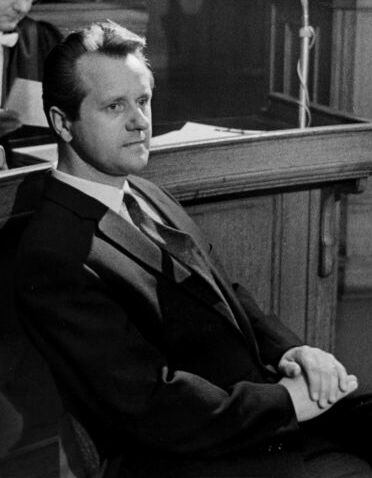
کوراس در جلسه محاکمه‌ به دلیل قتل بننو اوهنسورگ در سال ۱۹۶۷ میلادی.

' ( ۱ دسامبر ۱۹۲۷ - ۱۶ دسامبر ۲۰۱۴)  بازرس پلیس آلمان غربی بود. وی عمدتاً به دلیل تیراندازی مرگبار به به پشت سر بننو اونسورگ، دانشجویی غیرمسلحی  شهرت دارد که در جریان تظاهرات  2 ژوئن 1967 که در مخالفت با سفر دولتی محمدرضا پهلوی آخرین شاه ایران در خارج محوطه‌ی دویچه اپر در جریان بود کشته شد.  
کوراس در یک سری از محاکمه های بحث برانگیز از هر گونه تخلفی تبرئه شد، به همین دلیل او به یکی از چهره های منفور جنبش دانشجویی چپ آلمان در دهه ۱۹۶۰ میلادی و متعاقبا جنبش چپ جدید آلمان تبدیل شد. 
این جریانهای چپگرا مشکوک بودند که کوراس تحت حمایت بسیاری از چهره های جناح راست بوده است که بسیاری از آنها قبل از سال ۱۹۴۵ میلادی در پست های تحت نازیسم  در پلیس و  همچنین سیستم قضایی آلمان غربی خدمت کرده بودند و نسبت به دانشجویان چپ خشمگین بودند.
این حادثه مهم‌ترین نقطه عطف برای ظهور تروریسم چپ‌گرا در آلمان غربی در دهه ۱۹۷۰ بود، که با اوج گرفتن گروه ۲ ژوئن (به نام تاریخی که اونزورگ کشته شد) و جنبش ارتش سرخ همراه بود.

## زندگینامه
کوراس در شهر بارتن ، واقع در پروس شرقی به دنیا آمد. 
بعد از اینکه او در سال ۱۹۶۷ از هرگونه خطاکاری در تیراندازی به اونزورگ بی‌گناه شناخته شد، دادگاه فدرال عدالت بلافاصله حکم داد که دادگاه اول نتوانسته است تمام مدارک موجود را مورد بررسی قرار دهد  و دستور دادرسی جدید را صادر کرد که در دادرسی مجدد هم کوراس برای بار دوم  تبرئه شد 
در سال ۱۹۷۱، او به نیروی پلیس بازگشت و سپس به مرتبه بازرس ارشد کارآگاه (به زبان آلمانی: Kriminaloberkommissar) ارتقا یافت. او در سال ۱۹۸۷ از پلیس برلین بازنشسته شد.
ر یک مصاحبه در سال ۲۰۰۷، او از تصمیم خود به استفاده از نیروی کشنده علیه اونزورگ دفاع کرد، و او را به حمله اولیه متهم کرد. او در حالی که به این کار خود می‌بالید، گفت: «هر کس به من حمله کند، نابود خواهد شد. خاموش و تمام. اینطوری باید دید." ( آلمانی: "Wer mich angreift, wird vernichtet. Aus. Feierabend. So ist das zu sehen." اوس. فیرابند. بنابراین ist das zu sehen."</link> ) 

## افشاگری های مخبر اشتازی
در ماه مه ۲۰۰۹، فاش شد که کوراس به عنوان یک مأمور اطلاعاتی برای پلیس مخفی آلمان شرقی، استازی، فعالیت داشته است.   با این حال، هیچ مدرکی مبنی  بر وجود  ارتباط بین جریان  تیراندازیش به اوهنسورگ و فعالیت‌های جاسوسی کوراس وجود ندارد.   وقتی از افشای گذشته‌ی استازی و حزب کمونیستی آلمان شرقی او پرسیده شد، او اظهار کرد که از عضویت در حزب کمونیستی آلمان شرقی خجالت نمی‌کشد. 
در ژانویه 2012, یک تحقیق انجام شده توسط وکلای دولتی و مجله "Der Spiegel" اعلام کرد که تیراندازی به اونزورگ شامل بند خود از دفاع نیست. این تحقیق با شواهدی تازه‌ شامل فیلم و عکس، دیگر افسران و مافوق‌العاده‌ها را در این پرونده متهم کرد و نشان داد که پلیس برلین غربی حقیقت را پنهان کرده تا یکی از اعضای خود را حفاظت کند و علاوه بر این، به پزشکانی که بررسی جسد بنو اونزورگ را انجام دادند، فشار وارد شده  تا گزارش خود را جعل کنند. با این حال، به دلیل قانون "دوبله‌جئوپاردی" double jeopardy، ظاهراً محتمل نبود که اتهامات مجدداً مطرح شوند.

## در ادبیات
- Uwe Soukup: Wie starb Benno Ohnesorg? Der 2. جونی 1967. Verlag 1900، برلین 2007،شابک ‎۹۷۸−۳−۹۳۰۲۷۸−۶۷−۱ .
- هاینریش هانوفر: Die Republik vor Gericht 1954–1995. Erinnerungen eines unbequemen Rechtsanwaltes. Aufbau-Taschenbuch-Verlag، برلین 2005،شابک ‎۳−۷۴۶۶−۷۰۵۳−۵ ( Aufbau-Taschenbücher 7053).
- Helmut Müller-Enbergs ، Cornelia Jabs: https://web.archive.org/web/20150218164655/http://www.deutschlandarchiv.info/download/article/416 "Der 2. Juni 1967 und Die Staatssicherheit». در: Deutschland Archiv. Zeitschrift für das vereinigte Deutschland . 3، 42، 2009،ISSN 0012-1428 ، S. 395-400.
- آرمین فورر: آیا بنو اوهنسورگ erschoss بود؟ Der Fall Kurras und Die Stasi. be.bra verlag، برلین 2009،شابک ‎۹۷۸−۳−۸۹۸۰۹−۰۸۷−۲ .
- اووه سوکوپ، کارل هاینز راث، کارل هاینز دلوو: 2. جونی 1967. Laika-Verlag، هامبورگ 2010،شابک ‎۹۷۸−۳−۹۴۲۲۸۱−۷۰−۶ . ( Bibliothek des Widerstands ) (1 Medienkombination: Buch und DVD-Video).
- Sven Felix Kellerhoff : Die Stasi und der Westen. Der Kurras-Complex. Hoffmann und Campe، هامبورگ 2010،شابک ‎۹۷۸−۳−۴۵۵−۵۰۱۴۵−۲ .
- مارک تچرنیچک: Der Todesschütze Benno Ohnesorgs: Karl-Heinz Kurras، die Westberliner Polizei und die Stasi . تکتوم، ماربورگ 2013،شابک ‎۹۷۸−۳۸۲−۸۸۳۱۲−۱−۶